# 成都天誠足球倶楽部
成都天誠足球倶楽部（せいと-てんせい-そっきゅうくらぶ）は、中華人民共和国・四川省の成都市をホームタウンとしていたプロサッカークラブチームである。

## 歴史
- 1996年 - 成都五牛足球倶楽部として発足。
- 2006年 - イングランドのプロサッカークラブシェフィールド・ユナイテッドFCの傘下クラブとなる。
- 2007年 - 甲級（2部）でリーグ2位となり、超級（スーパーリーグ）へ昇格。
- 2009年 - 2月、八百長問題により、超級で前年度リーグ7位の成績だったが、2010年シーズンの甲級への降格が決定。
- 2011年 - 2010年度シーズンの甲級リーグで2位となり、超級リーグへ昇格。
- 2012年 - 2011年度シーズンの超級リーグで15位となり、甲級リーグへ降格。甲級リーグで試合を開催するには成都市体育中心は規模が大きく、本年は他の大型競技大会が多く開催されることから、4月14日にホームスタジアムを双流体育中心に変更すると発表した[1]。
- 2013年5月 - 中国天誠集団がクラブを買収、クラブ名が成都天誠謝菲聨となるが、中国サッカー協会の規定によりシーズン中は成都謝菲聨として戦う[2]。
- 2013年12月 - 正式にクラブ名が成都天誠足球倶楽部へと変更される[3]。
- 2015年1月 - 解散。

## 歴代監督
- 黎兵 2006-2009
- 牛洪利 2011-2012
- 郝海涛 2013
- 李章洙 2014

## 歴代所属選手
- 李鉄 2008
- 孫継海 2009
- 藤吉信次 2003
- 金永峻 2008
- チアゴ 2010
- アリソン 2010

## 過去の成績
| 年度 | 1996 | 1997 | 1998  | 1999  | 2000  | 2001  | 2002  | 2003  | 2004 | 2005 | 2006 | 2007 | 2008 | 2009 | 2010 | 2011 | 2012 | 2013 |
| ---- | ---- | ---- | ----- | ----- | ----- | ----- | ----- | ----- | ---- | ---- | ---- | ---- | ---- | ---- | ---- | ---- | ---- | ---- |
| 所属 | 乙級 | 乙級 | 甲B級 | 甲B級 | 甲B級 | 甲B級 | 甲B級 | 甲B級 | 甲級 | 甲級 | 甲級 | 甲級 | 超級 | 超級 | 甲級 | 超級 | 甲級 | 甲級 |
| 順位 | 3位  | 2位  | 8位   | 6位   | 9位   | 3位   | 9位   | 6位   | 13位 | 11位 | 4位  | 2位  | 13位 | 7位  | 2位  | 15位 | 9位  | 14位 |